# فرودگاه نیروی هوایی سلطنتی اسکامپتون
فرودگاه نیروی هوایی سلطنتی اسکامپتون (به انگلیسی: RAF Scampton) یک فرودگاه نظامی با کد یاتا SQZ است . این فرودگاه در کشور انگلستان قرار دارد و در ارتفاع ۶۲ متری از سطح دریا واقع شده است.